# Ur (Pyrénées-Orientales)
Ur (katalanisch gleichlautend) ist eine französische Gemeinde mit 366 Einwohnern (Stand 1. Januar 2022) im Département Pyrénées-Orientales in der Region Okzitanien.
Die Gemeinde liegt in der Cerdanya in den Pyrenäen. Sie grenzt im Südwesten an Spanien und im Osten an die spanische Exklave Llívia. Die Bewohner nennen sich Urois bzw. Uroises.

## Bevölkerungsentwicklung
| Jahr      | 1962 | 1968 | 1975 | 1982 | 1990 | 1999 | 2009 |
| --------- | ---- | ---- | ---- | ---- | ---- | ---- | ---- |
| Einwohner | 336  | 256  | 272  | 260  | 269  | 308  | 362  |

## Kirche Saint-Martin
Die romanische Kirche Saint-Martin wurde im 11. Jahrhundert errichtet, im 18. Jahrhundert erneuert und mit einem Glockenturm ausgestattet. Sie ist seit 1934 ein Monument historique.

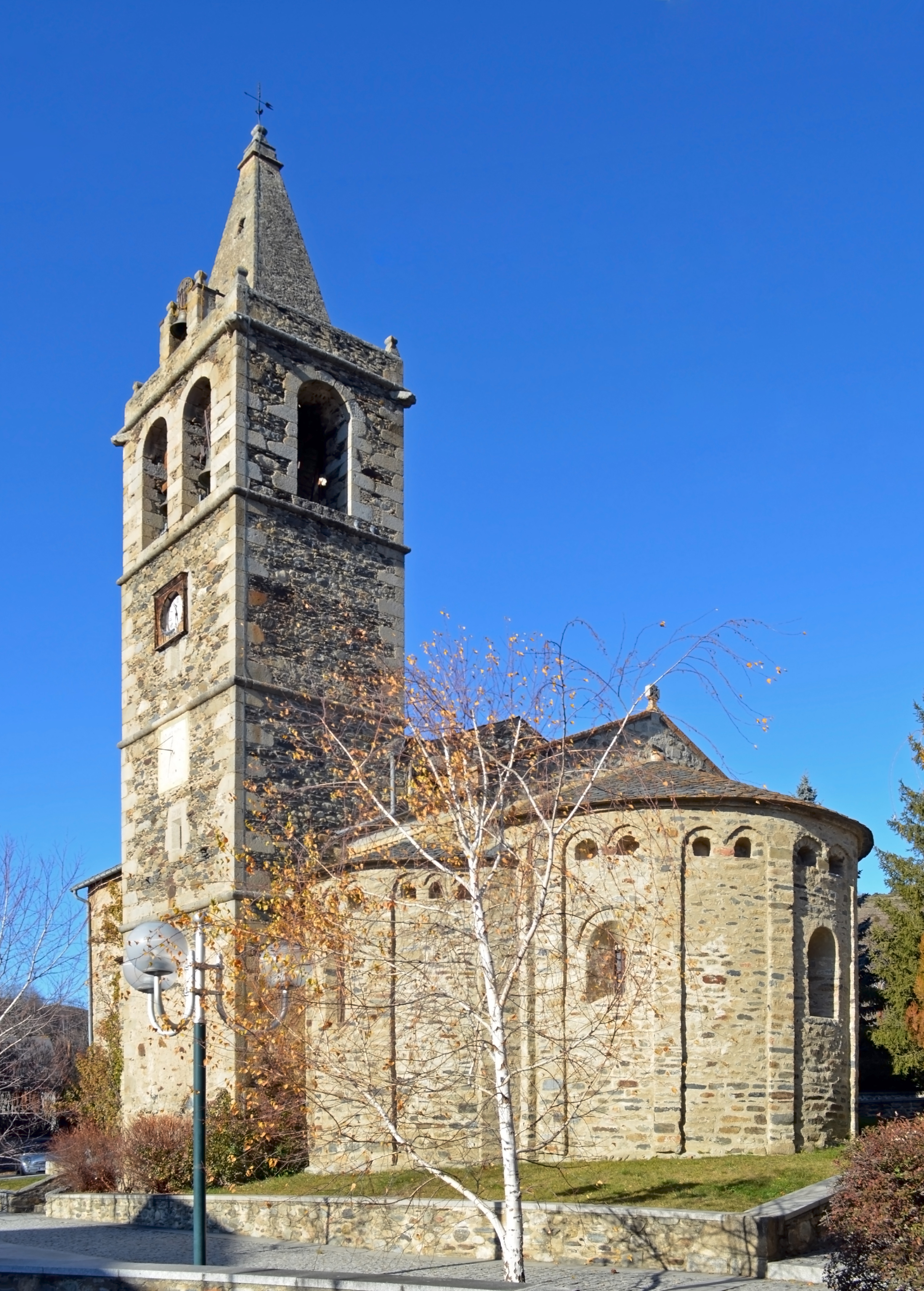
Kirche Saint-Martin